# Mankoadze
Mankoadze, auch Mankwadzi genannt, ist ein Dorf mit etwa 2400 Einwohnern an der Atlantikküste des westafrikanischen Staats Ghana, im Distrikt Gomoa der Central Region.

## Lage
Mankoadze ist etwa 70 Kilometer von der Hauptstadt Accra entfernt. Die Verbindung dorthin ist gut, da es eine gut ausgebaute Schnellstraße – die einzige dieser Art in ganz Ghana – gibt.
Mankoadze liegt direkt am Strand und geht nach hinten in leichtes Bergland über, dessen höchster Berg Manko heißt, der dem Dorf den Namen gab: manko-adze heißt in der dortigen Sprache der Fante „unter dem Manko“ (so wie die zweitgrößte ghanaische Stadt Kumasi („kum-asi“) in der Sprache der Aschanti „unter dem Kum-Baum“ heißt).
Das Klima ist wie in der ganzen Central Region trocken bis feucht-heiß, mit Niederschlagsmaxima in Juni–August. Kassawa, Ananas, Papaya und Maniok werden angebaut, doch die Savanne im Hinterland ist für Landwirtschaft eher ungeeignet, weshalb der Großteil der etwa 2000 Einwohner des Dorfes im Fischfang tätig ist; vor allem die Männer und männlichen Kinder des Dorfes widmen sich diesem Beruf.

## Fischfang
Mankoadze weist die typische naturabhängige Subsistenzwirtschaft auf: Man fängt so viel Fisch, wie das Meer hergibt, und dieser wird dann für eigenen Zwecke weiterverarbeitet; Verkauf an Märkte gibt es nicht. Hier erweist sich der internationale Schifffahrtsverkehr als verhängnisvoll, weil seit einigen Jahren chinesische Kutter auf Dauerfang weit vor den Küsten liegen und den Dörfern die Nahrung wegfischen.
Nachdem der Fisch gefangen wurde, wird er meist in speziellen Kohleöfen getrocknet und dann zu fast jeder Mahlzeit – meist Fufu und Banku (Maniok-Kassawa-Kochbananen-Pasten) – gegessen.

## Bildung
Das Dorf verfügt über zwei Schulen: die Primary School und die Junior Secondary School, den ersten Teil der Weiterführenden Schulbildung Ghanas. Eine Senior Secondary School ist nicht geplant; schafft ein Kind den Sprung in diese Stufe, fährt es meist in einer der beiden nächstgrößten Städte Winneba und Apam. Vor allem Winneba hat für Mankoadze große Bedeutung, wirtschaftlich wie infrastrukturell.

## Religion
In Mankoadze steht ein einziges Gotteshaus, die John Wesley-Methodist Church. Das Gebäude an der Hauptstraße des Ortes, gleich neben dem Taxistand, wurde von einer US-amerikanischen Besucherin gestiftet. Neben den Methodisten gibt es noch andere Bekenntnisse in Mankoadze: Baptisten, Presbyterianer, Adventisten. Diese feiern ihre Gottesdienste in den Schulhäusern oder unter freiem Himmel. Auch die Zahl der Konfessionslosen ist hoch.

## Bedeutung
Mankoadze erlangte in Ghana einige Bekanntheit durch den relativ hohen Anteil Arbeitsmigranten, die in der Tiefseehafenstadt Tema arbeiten, die der erste Staatspräsident Kwame Nkrumah in den 1960er Jahren errichten ließ, um den Außenhandel des Landes zu stärken. Zahlreiche Reeder und Spediteure dort kommen aus der Gegend um Mankoadze, weshalb es in Tema auch einen Mankoadze-Roundabout gibt. Auch der derzeitige Chief des Dorfs, Mr. Turkson, ist ein angesehener Unternehmer in Tema.

## Tourismus
Erwähnenswert ist Mankoadze vor allem wegen seines touristischen Potenzials, das weit über dem Durchschnitt des Landes liegt: Die weißen Sandstrände sind gesäumt von hohen Kokospalmen, und das Meer ist klarblau. Das abfallende Hügelland bietet ideale Voraussetzungen für den Bau von Ferienhäusern. Das erkannten auch die Verantwortlichen in Winneba und gestatteten Mankoadze viel früher als den Dörfern im Hinterland Stromversorgung und Fließwasserzuteilung. Gleich nach Fertigstellung der Leitungen siedelten sich erste Camps und Privatpersonen an. Europäische Filmteams kommen des Öfteren in die Gegend und buchen die Anlagen wochenweise. Mankoadze hat landesweit, aber auch im Vergleich mit der ohnehin prosperierenden Central Region, eines der vielversprechendsten Tourismuspotenziale.